# Tajná
Tajná és un poble i municipi d'Eslovàquia que es troba a la regió de Nitra, al sud-oest del país. El 2022 tenia una població estimada de 275 habitants. És documentat per primera vegada el 1075.

## Demografia
| Godina             | 1994 | 2004   | 2014   | 2024   |
| ------------------ | ---- | ------ | ------ | ------ |
| Nombre de persones | 280  | 285    | 283    | 281    |
| Diferència         |      | +1,78% | −0,70% | −0,70% |

| Godina             | 2023 | 2024   |
| ------------------ | ---- | ------ |
| Nombre de persones | 284  | 281    |
| Diferència         |      | −1,05% |